# Egon Köhler
Egon Köhler (1932- 2015) fue un botánico, y taxónomo alemán.
Fue profesor e investigador sobre citogenética del género Buxus en la Universidad Humboldt de Berlín.

## Obra

### Algunas publicaciones
- pedro a. González Gutiérrez, egon Köhler, thomas Borsch. 2013. New species of Buxus (Buxaceae) from northeastern Cuba based on morphological and molecular characters, including some comments on molecular diagnosis. Willdenowia 43 (1): 125-137.

- egon Köhler. 2006. Three new Buxus species (Buxaceae) from eastern Cuba. Willdenowia 36: 479–489. — ISSN 0511-9618; BGBM Berlin-Dahlem. doi:10.3372/wi.36.36146 (disponible vía http://dx.doi.org/)

- -------------. 2004. The national collection of native Buxus species in Cuba. Topiarius 7: 12–16.

- -------------. 2003. Patterns of species differentiation within the Buxus glomerata-group on serpentine and limestone mountain systems in the Oriente Provinces of Cuba, p. 13–14 en Anon. (ed.), Abstracts IV. International Conference on Serpentine Ecology, La Habana, Cuba.

- La abreviatura «Eg.Köhler» se emplea para indicar a Egon Köhler como autoridad en la descripción y clasificación científica de los vegetales.[2]